# Edgar K. Geffroy
Edgar K. Geffroy (* 25. September 1954 in Duisburg; † 8. März 2025) war ein Autor von Wirtschaftsbüchern, Wirtschaftsredner und Unternehmensberater.

## Tätigkeitsfeld
Geffroy war Verfasser mehrerer Verkaufsbücher und Erfinder eines Kundenorientierungskonzeptes, des „Clienting“. 
Das Magazin WirtschaftsWoche stufte Geffroy als einen der zehn führenden Business-Motivatoren ein. Mit der Verleihung des Preises für die Beste EKS-Anwendung 2000 wurde seine Umsetzung der Engpaßkonzentrierten Strategie, die besagt, dass Erfolg davon abhängt, worauf man seine geistigen, emotionalen und materiellen Kräfte richtet, gewürdigt.

## Bücher (Auswahl)
- Das Einzige, was stört, ist der digitale Kunde: Durch Online-Clienting zu mehr Verkaufserfolg, Redline Verlag (19. Mai 2011), ISBN 978-3-868-81297-8
- Herzenssache Kunde: Die sieben Schlüssel zum einzigartigen Kundenerfolg mit Clienting, Redline Verlag (14. November 2014), ISBN 978-3-868-81552-8
- Triumph des Individuums: Innovative Kundenstrategien für die kommende Geschäftswelt, Redline Wirtschaftsverlag (16. Januar 2013), ISBN 978-3-868-81491-0
- Business Überflieger im Internet, ISBN 978-3-000-37903-1
- Machen Sie Ihre eigene Konjunktur – Schneller als der Kunde (Aktualisierte Neuauflage 2010) ISBN 978-3-527-50527-2
- Das große Geffroy Top-Verkäufer Handbuch – Die 1000 Antworten für verkäuferischen Erfolg, ISBN 978-3-593-38664-5
- Das einzige, was stört, ist der Kunde, ISBN 3-636-03030-2
- ZukunftKunde.Com, ISBN 3-478-24870-1
- Machtschock, ISBN 3-593-36950-8
- Das neue 1 × 1 der Erfolgsstrategie, ISBN 3-89749-195-8
- Die Zukunft der Finanzdienstleistung, ISBN 3-636-01307-6
- Ich will nach oben, ISBN 3-478-38420-6

## Belege
1. ↑  German Speakers Association: Nachruf.

| Personendaten    | Personendaten                                                                     |
| ---------------- | --------------------------------------------------------------------------------- |
| NAME             | Geffroy, Edgar K.                                                                 |
| KURZBESCHREIBUNG | deutscher Autor von Wirtschaftsbüchern, Wirtschaftsredner und Unternehmensberater |
| GEBURTSDATUM     | 25. September 1954                                                                |
| GEBURTSORT       | Duisburg                                                                          |
| STERBEDATUM      | 8. März 2025                                                                      |